# The Einsatz and the Vibrations
The Einsatz and the Vibrations è il quarto album del compositore svedese Pär Boström, e l'unico commercializzato sotto il nome di Deutsch Deutae. Registrato e pubblicato nel 2001, è stato distribuito in pochissime copie su musicassetta. Come stile si discosta dagli altri progetti di Boström (Kammarheit e Cities Last Broadcast), che qui sperimenta la fusione di sonorità dark ambient e power electronics.
Il lato A della musicassetta contiene sei tracce, mentre il lato B è lasciato appositamente vuoto.

## Tracce
Musiche di Pär Boström.
1. They Make Me Emotionless
2. The Kürten Vibrations
3. All My Hate Is Made For You
4. Der Einsatz
5. Sturmbann Rotten
6. When I Bleed

## Formazione
- Pär Boström – tastiere, programmazione